# Cayaponia africana
Cayaponia africana är en gurkväxtart som först beskrevs av Joseph Dalton Hooker, och fick sitt nu gällande namn av Arthur Wallis Exell. Cayaponia africana ingår i släktet Cayaponia och familjen gurkväxter. Utöver nominatformen finns också underarten C. a. madagascariensis.